# Viola hancockii
Viola hancockii är en violväxtart som beskrevs av Wilhelm Becker. Viola hancockii ingår i släktet violer, och familjen violväxter. Inga underarter finns listade i Catalogue of Life.